# Монастырок (Тернопольская область)
Монастырок (укр. Монастирок) — село в Бильче-Золотецкой сельской общине Чортковского района Тернопольской области Украины.
Население по переписи 2001 года составляло 265 человек.

## Географическое положение
Село Монастырок находится на левом берегу реки Серет, притоке Днестра.
Выше по течению на расстоянии в 3 км расположено село Бильче-Золотое,
ниже по течению на расстоянии в 4 км расположено село Голограды,
на противоположном берегу — село Блищанка.

## История
1600 год — первое упоминание о селе.
Когда в 1960-е годы строили Касперовскую ГЭС — самую мощную в Тернопольской области — во время строительства отселили немало людей. Им пришлось разобрать хаты, вывезти строительный мусор, засыпать колодцы, забрать с кладбищ останки родных.

В 1992 г. селу возвращено историческое название[какое?].
До 2020 года село входило в Борщёвский район.

## Объекты социальной сферы
- Школа I ст.